# Liste der Stolpersteine in Duisburg-Walsum
Die Liste der Stolpersteine in Duisburg-Walsum enthält alle Stolpersteine, die im Rahmen des gleichnamigen Projekts von Gunter Demnig in Duisburg-Walsum verlegt wurden. Mit ihnen soll an Opfer des Nationalsozialismus erinnert werden, die in Duisburg lebten und wirkten. Es ist bekannt, dass etwa 1300 Juden zur Zeit des Nationalsozialismus in Duisburg lebten.

## Aldenrade
| Adresse              | Name              | Verlegedatum | Inschrift                                                                                  | Bild | Anmerkung |
| -------------------- | ----------------- | ------------ | ------------------------------------------------------------------------------------------ | ---- | --------- |
| Rentmeisterstraße 4  | Ferdinand Jahny   |              | Hier wohnte Ferdinand Jahny Jg. 1903 KPD-Mitglied verhaftet 1935 ermordet 13. April 1945   |      |           |
| Rentmeisterstraße 11 | Adolf Graber      |              | Hier wohnte Adolf Graber Jg. 1902 verhaftet 1934 ermordet in Rumänien März 1945            |      |           |
| Ziethenstraße 39 ·   | Ignatz Lesniewski |              | Hier wohnte Ignatz Lesniewski Jg. 1879 Gestapohaft Folter erhängt in seiner Zelle gefunden |      |           |

## Alt-Walsum
| Adresse                 | Name            | Verlegedatum | Inschrift                                                                                                  | Bild                         | Anmerkung |
| ----------------------- | --------------- | ------------ | --- | ---------------------------- | --- |
| Königstraße Hubbrücke · | Jaring Woudstra | 2005         | Der Binnenschiffer Jaring Woudstra Jg. 1888 Widerstand geleistet Gestapohaft hingerichtet 1943 von Gestapo | Stolperstein Jaring Woudstra | Woudstra wurde als Sohn eines niederländischen Binnenschiffers geboren, wuchs in Deutschland auf. Mit 18 trat er der SPD bei. Von 1920 bis 1928 war er von Duisburg aus Vertrauensmann und Kassierer der Binnenschiffergewerkschaft. Danach zog er in die Niederlande und trat dort der 1933 der niederländischen SPD bei. Von Rotterdam aus war er im Widerstand gegen die Nazis aktiv und schmuggelte mit einem Rheinschiffer zusammen sozialdemokratische Druckschriften nach Duisburg. Ebenso verschickte er Pakete mit Lebensmitteln und Kleidungsstücken oder Geldsendungen an Angehörige politischer Gefangener. 1942 wurde er aufgespürt und verurteilt. Am 15. August 1943 wird er in Berlin-Charlottenburg durch das Fallbeil hingerichtet. Der Stolperstein für Jaring Woudstra wurde in der Nacht vom 31. August 2014 zum 1. September 2014 gestohlen. Der Stein wurde im Nordhafenbecken gefunden und im Oktober 2014 erneut verlegt. |

## Fahrn
| Adresse            | Name              | Verlegedatum | Inschrift                                                                       | Bild            | Anmerkung |
| ------------------ | ----------------- | ------------ | ------------------------------------------------------------------------------- | --------------- | --------- |
| Ziethenstraße 39 · | Ignatz Lesniewski |              | Lesniewski, Ignatz Jg. 1879 Gestapohaft Folter erhängt in seiner Zelle gefunden | Bild gesucht BW |           |

## Vierlinden
| Adresse             | Name           | Verlegedatum  | Inschrift | Bild | Anmerkung |
| ------------------- | -------------- | ------------- | --- | ---- | --------- |
| Bahnhofstraße 133 · | Alfons Hordych | 20. Jan. 2014 | Hier wohnte Alfons Hordych Jg. 1900 verhaftet 1934 'Vorbereitung zum Hochverrat' 1935/36 Lüttringhausen 1944 Sachsenhausen ermordet 1945 Sandbostel |      |           |

## Wehofen
| Adresse             | Name                  | Verlegedatum | Inschrift                                                                        | Bild | Anmerkung |
| ------------------- | --------------------- | ------------ | -------------------------------------------------------------------------------- | ---- | --------- |
| Unter den Ulmen 9 · | Wilhelm Schmulowicz   |              | Hier wohnte Wilhelm Schmulowicz Jg. 1877 deportiert ermordet in Łodz             |      |           |
| Unter den Ulmen 9 · | Siegfried Schmulowicz |              | Hier wohnte Siegfried Schmulowicz Jg. 1903 deportiert ermordet 1940 im KZ Dachau |      |           |